# Tania Schatow
Tania Schatow (3 luglio 1989) è una pallavolista statunitense.
Gioca nel ruolo di centrale.

## Carriera
La carriera pallavolistica di Tania Schatow nei tornei scolastici del Michigan, giocando per la Fraser High School. Gioca anche a livello universitario, entrando a far parte della squadra di pallavolo femminile della Louisiana State University, partecipando alla NCAA Division I dal 2007 al 2010.
Nella stagione 2011-12 firma il suo contratto professionistico in Belgio, disputando la Eredivisie col Volley De Haan, che lascia nella stagione seguente, approdando nella Ligue A francese con l'Albi Volley-Ball USSPA.
Nel campionato 2013-14 torna in Belgio all'Hermes Volley Oostende, nell'ora rinominata Liga A, dove resta per tre annate.